# Волна Дропнера
Волна Дропнера (также англ. New Year's wave — «новогодняя волна») — первая в истории волна-убийца, которая была зафиксирована измерительным прибором. Это произошло 1 января 1995 года на нефтяной платформе «Дропнер» в Северном море у побережья Норвегии. До этого события сведения о таких экстремальных одиночных волнах существовали только в виде рассказов очевидцев и не принимались на веру. После регистрации волны были активизированы научно-исследовательские усилия для изучения подобных явлений.

## История
Экстремальная ветровая волна-убийца была зарегистрирована 1 января 1995 году на блоке E стационарной нефтяной платформы «Дропнер» (Draupner), расположенной в центральной части Северного моря в 160 километрах к юго-западу от южной оконечности Норвегии. Нефтедобывающий комплекс состоит из двух райзерных блоков: S и E, установленных на шельфе на глубине 70 метров и соединённых между собой мостом. Первый из них введён в эксплуатацию в 1984 году, а второй — в 1994 году. Платформа была сконструирована с широким набором измерительных инструментов для мониторинга волн и состояния конструкций.
Появление волны-убийцы в районе норвежской платформы произошло во время шторма, когда, согласно измерениям лазерного волнографа, в зоне со средней высотой волны, равной 12 метрам, попалась необычная волна с максимальной высотой в 25,59 метра. В связи с календарной и географической привязкой эту гигантскую волну назвали «волной Дропнера» или «новогодней волной».
При проектировании платформы частота появления подобных волн была оценена как 1 к 200 000. Такое событие прогнозировалось с периодичностью вероятного появления как один раз в 10 тысяч лет, но этот прогноз не оправдался, поскольку это случилось уже через год после открытия блока E. Во время этого происшествия платформе был нанесён незначительный урон, что подтвердило верность полученных от лазерного дальномера данных.
Фиксация одной из волн-убийц вывела исследования природы их возникновения на новый уровень. По мнению исследователей, регистрация «новогодней» волны «сыграла значительную роль в расширении и активизации теоретических, натурных и лабораторных исследований аномальных ветровых волн в Мировом океане». Так, в 2000 году Европейский союз предпринял практические меры по исследованию в этой области: был создан проект MaxWave («Максимальная волна»). Уже за три недели наблюдений, проведённых в начале следующего года с применением судовых приборов и систем спутникового слежения, на поверхности Мирового океана было выявлено около десяти подобных одиночных аномальных волн с высотой от 25 до 30 метров.

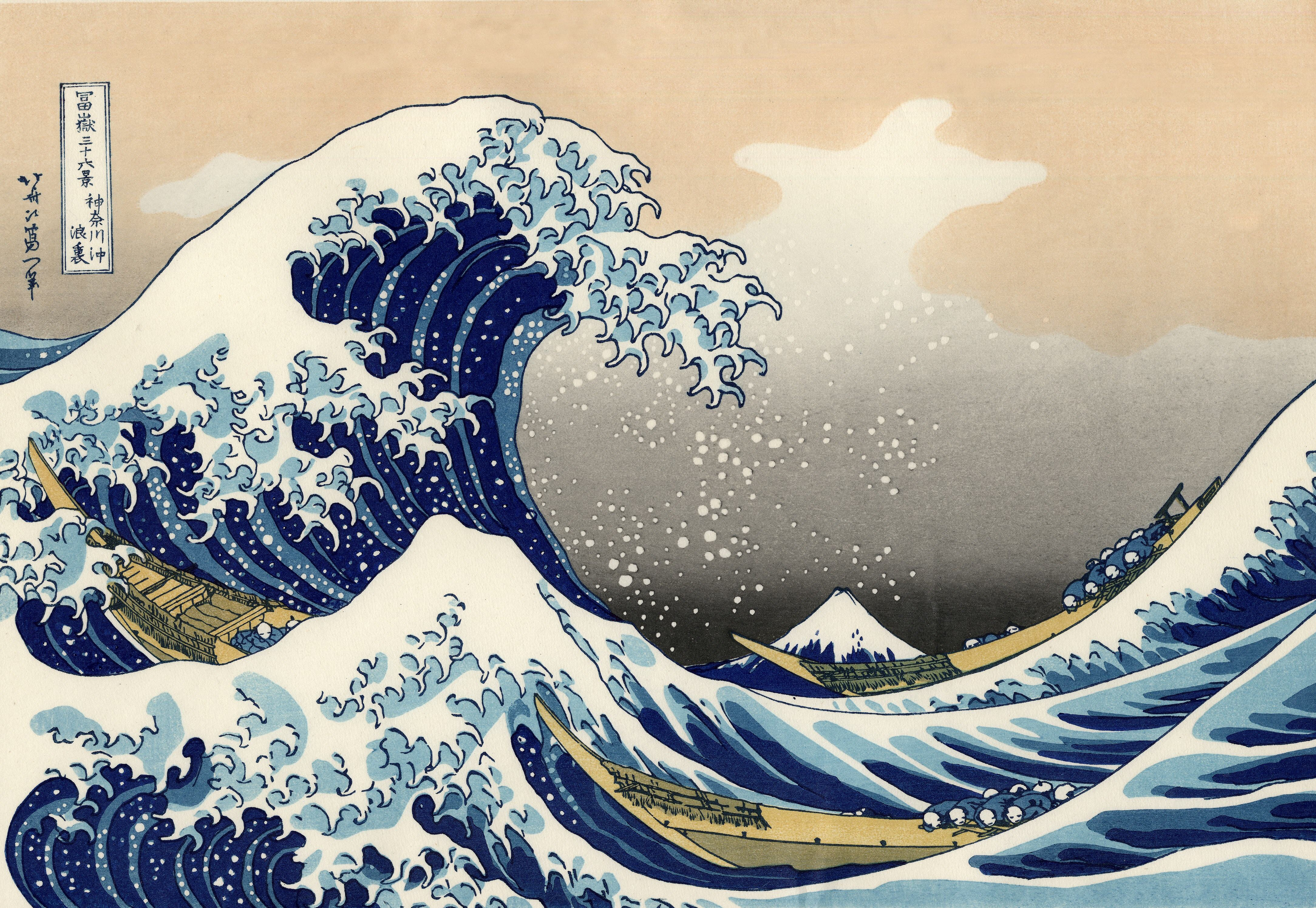
Кацусика Хокусай. «Большая волна в Канагаве», 1823—1831. Метрополитен-музей, Нью-Йорк

В 2011 году была выдвинута теория о том, что подобные одиночные волны образуются путём сложения спектров амплитуд двух начальных волн, которые совмещаются под определённым углом. Эта теория нашла опытное подтверждение, когда в декабре 2018 года были опубликованы результаты британских и австралийских физиков из Оксфордского университета. Они сумели в лабораторных условиях в уменьшенных размерах воспроизвести появление волны, близкой по своим характеристикам к волне Дропнера. На основе данных, полученных с норвежской нефтяной платформы, было установлено, что подобные экстремальные явления возникают в результате объединения усилий относительно слабых волн, одна из которых по своей амплитуде основная, а вторая — дополнительная и направлена под углом от 60 до 120 градусов. Было установлено, что наиболее приближённые результаты к «новогодней волне» получаются, если угол начальных волн составляет около 120 градусов: «При столкновении двух волн под довольно большим углом происходит почти вертикальный выброс жидкости, который не приводит к уменьшению высоты волны». Оксфордские физики нашли некоторую общность между такой волной во время подобного выброса жидкости с изображённой на ксилографии «Большая волна в Канагаве» японского художника Кацусики Хокусая.